# Белорусский комитет ICOMOS
Белорусский комитет ICOMOS — единая общественная организация, занимающаяся поддержанием и продвижением теорий, методологий и научных технологий в консервации архитектурного и археологического наследия. Международная организация ICOMOS была создана в августе 1965 года, однако в Беларуси комитет организовался лишь в 2002 году.
В организации работают историки, архитекторы, археологи, реставраторы, общественные активисты, объединенные проблемами сохранения и реставрации исторических объектов Беларуси.
Главой Белорусского Комитета ICOMOS является Степан Андреевич Стурейко.

## Объекты охраны
- Восстановление интерьера «портретного зала» в Мирском замке[2]
- Замок в Креве[3]
- Замок в Гольшанах
- Замок в Новогрудке
- Реконструкция Замка Сапегов
- Реконструкция усадьбы на Браславских озерах[4]

Также в потенциальный список ЮНЕСКО могут попасть следующие Белорусские объекты:
- Софийский собор в Полоцке
- Коложинская (Борисоглебская) церковь в Гродно
- Каменецкая вежа
- Костел иезуитов в Несвиже

## Общественная деятельность

### Волонтёрское движение
Волонтерское движение является главным двигателем сохранения и охраны памятников любой страны. Волонтерское движение, помимо помощи при проведении работ, также является положительным показателем популяризации идеи сохранения наследия страны. БК ICOMOS привлекает добровольцев и активно направляет их на проведение различных работ и разноплановой помощи.
Первые встречи под руководством работников комитета прошли в 2010 году. К 2011 уже были подготовлены списки летних сборов, на которые все желающие могли записаться.

### Информационно-образовательная деятельность
В образовательных целях БК ICOMOS проводит семинары и встречи, на которых проводится обсуждение проблем сохранения и охраны памятников и исторических объектов. Начиная с 2009 года были организованы следующие встречи:
- 2009 — Семинары по методике внесения памятников в список ГКК;
- 2010 — Круглый стол по проблемам волонтерского движения в Беларуси;
- 2011 — Онлайн дискуссия на интернет портале по проблеме консервации памятников;
- 2011 — Ряд лекций от приглашенных польских специалистов на темы: «Сохранение и консервация оборонительной архитектуры», «Консервация археологических памятников в Польше», «Консервация в исторических садах»
- 2013 — Цикл семинаров «Белорусская реставрационная школа советского периода»[8]

## Международный день памятников и исторических мест
Начиная с 2008 года Белорусский комитет ICOMOS активно принимает участие в организации мероприятий, посвящённых международному дню памятников и исторических мест, отмечаемому 18 апреля.